# Ланге, Александр Петрович
Алекса́ндр Петро́вич Ла́нге (21 декабря 1896, Киев, Российская империя — 16 декабря 1976, Уфа, Башкирская АССР) — советский инженер-механик, кандидат технических наук (1950), профессор (1962), заслуженный деятель науки Башкирской АССР (1967). Известен как основатель научной школы в области автотракторных двигателей, педагог и организатор высшего технического образования.

## Биография
Ланге Александр Петрович родился 21 декабря 1896 года в городе Киев. В 1914 г. окончил Киевское реальное училище, затем в 1920 году – Киевский политехнический институт. Участвовал в первой империалистической войне в чине подпоручика – заведующего гаражом тяжелого дивизиона. В результате ранения был признан инвалидом и демобилизован. До 1938 года работал в городе Киеве на должностях заведующего технического отдела машиностроительного завода, главным научным руководителем Транстехпрома, научным руководителем Украинского НАТИ, главным инженером завода «Красный двигатель», в разное время преподавал в политехническом, машиностроительном, индустриальном, авиационном и сельскохозяйственном институтах Киева. В эти годы он написал учебники для высших технических учебных заведений. В 1932 году ему было присвоено ученое звание профессора по кафедре двигателей внутреннего сгорания Киевского политехнического института.
По ложному обвинению он с 1938 по 1944 гг. находился в лагерях для заключенных и был полностью реабилитирован только в 1956 году. После освобождения из заключения до 1952 г. работал заведующим кафедрой «Автомобили и тракторы» Алтайского машиностроительного института. В 1949 году защитил кандидатскую диссертацию в Киевском сельскохозяйственном институте.
С 1953 по 1972 годы работал в Башкирском сельскохозяйственном институте (ныне Башкирский государственный аграрный университет), с 1954 по 1966 годы заведующим кафедрой «Тракторы и автомобили». Под его руководством произошло становление кафедры, организован ряд новых учебных и научных лабораторий и открыта аспирантура по специальности «Автотракторные двигатели» для подготовки научно-педагогических кадров.
В 1962 году Высшая аттестационная комиссия вновь присвоила Александру Петровичу звание профессора.
Научная деятельность посвящена усовершенствованию автотракторных двигателей. Ланге А. П. разработана антидетонационная головка цилиндров, внедрённая на Барнаульском моторном заводе (Алтайский моторный завод). Автор более 40 научных работ.

## Труды
- Механическое оборудование зерноочистительных элеваторов [Текст] / А. П. Ланге. - Москва ; Ленинград : Гос. изд-во, 1930. - 275 с.[4]
- Автотракторные двигатели [Текст] : Устройство двигателей и их конструкция... : Допущено в качестве учеб. пособия для техникумов к изд. в 1933 г. Глав. упр. учеб. заведениями НКТП СССР. Ч. 1 [Текст] / 1 т.; 23х16 см.. — Москва ; Ленинград : Госмашметиздат, 1933 (Л. : тип. "Печатный двор"), 1933. — Переплет, 280 с.[5]
- Расчет автомобильного мотора Руководство для изучения и практики / Перевод с нем. с перераб. и доп. проф. Киев. авиационного ин-та инж. А.П. Ланге; Отв. ред. Г.К. Гришин. — 4-е изд. испр. и доп.. — Харьков, Киев : Гос. техн. изд-во Украины, 1934. — Обл., 212 с.[6]
- Передовой опыт технического обслуживания тракторов в хозяйствах Башкирии / Р. М. Баширов [и др.]. - Уфа : Башк. кн. изд-во, 1968. - 73 с.[7] (соавтор).

## Награды
- 1967 год - почетное звание «Заслуженный деятель науки БАССР».